# Sipunculus marcusi
Sipunculus marcusi är en stjärnmaskart som beskrevs av Ditadi 1976. Sipunculus marcusi ingår i släktet Sipunculus och familjen Sipunculidae. Inga underarter finns listade i Catalogue of Life.